# Кубок Нідерландів з футболу 2005—2006
Кубок Нідерландів з футболу 2005–2006 — 88-й розіграш кубкового футбольного турніру в Нідерландах. Володарем кубка став Аякс.

## Календар
| Раунд        | Дата                     | Матчі | Клуби   |
| ------------ | ------------------------ | ----- | ------- |
| Перший раунд | 6-16 серпня 2005         | 40    | 86 → 46 |
| Другий раунд | 20-28 вересня 2005       | 20    | 46 → 26 |
| Третій раунд | 25-26 жовтня 2005        | 10    | 26 → 16 |
| 1/8 фіналу   | 20-22 грудня 2005        | 8     | 16 → 8  |
| 1/4 фіналу   | 31 січня - 2 лютого 2006 | 4     | 8 → 4   |
| 1/2 фіналу   | 22 березня 2006          | 2     | 4 → 2   |
| Фінал        | 7 травня 2006            | 1     | 2 → 1   |

## 1/8 фіналу
| Команда 1       | Рахунок | Команда 2     |
| --------------- | ------- | ------------- |
| 20 грудня 2005  |         |               |
| Геренвен        | 2:0     | ВВВ-Венло     |
| МВВ (Маастріхт) | 3:1     | Віллем II     |
| ПСВ             | 3:0     | Твенте        |
| Гелмонд Спорт   | 2:1     | Аякс (юніори) |
| 21 грудня 2005  |         |               |
| АЗ              | 2:0     | Неймеген      |
| Рода            | 1:0     | Феєнорд       |
| 22 грудня 2005  |         |               |
| Гронінген       | 3:0     | Волендам      |
| Ейндговен       | 1:6     | Аякс          |

## 1/4 фіналу
| Команда 1     | Рахунок | Команда 2       |
| ------------- | ------- | --------------- |
| 31 січня 2006 |         |                 |
| Гелмонд Спорт | 0:2     | Рода            |
| АЗ            | 4:0     | МВВ (Маастріхт) |
| 1 лютого 2006 |         |                 |
| Гронінген     | 2:3     | ПСВ             |
| 2 лютого 2006 |         |                 |
| Геренвен]     | 0:3     | Аякс            |

## 1/2 фіналу
| Команда 1       | Рахунок | Команда 2 |
| --------------- | ------- | --------- |
| 22 березня 2006 |         |           |
| Аякс            | 4:1 дч  | Рода      |
| ПСВ             | 2:0 дч  | АЗ        |

## Фінал
| 7 травня 2006 |

| Аякс              | 2:1      | ПСВ       |
| ----------------- | -------- | --------- |
| Гунтелар 48', 90' | Протокол | Ламей 53' |

| Феєнорд, Роттердам Глядачів: 30 776 Арбітр: Пітер Вінк |